# خوسيه أغيار
خوسيه أغيار (بالإسبانية: José Aguiar)‏ هو رسام إسباني، ولد في 1895 في سانتا كلارا في كوبا، وتوفي في 1976 في مدريد في إسبانيا.